# 瑞士资讯
瑞士资讯（英語：SWI swissinfo.ch），是瑞士公共媒体广播电视集团（SRG SSR）旗下的国际新闻和媒体网站，提供10种语言版本的新闻资讯。内容以瑞士为中心，提供政治、经济、文化、艺术、科技、教育与旅游等资讯。报导瑞士新闻时事，以及瑞士对国际时事，世界经济与文化的观点。网站的十种语言为德文、法文、意大利文、英文、西班牙文、葡萄牙文、阿拉伯文、中文、日文和俄语。2022年，瑞士资讯开始使用乌克兰语发布内容。

## 历史

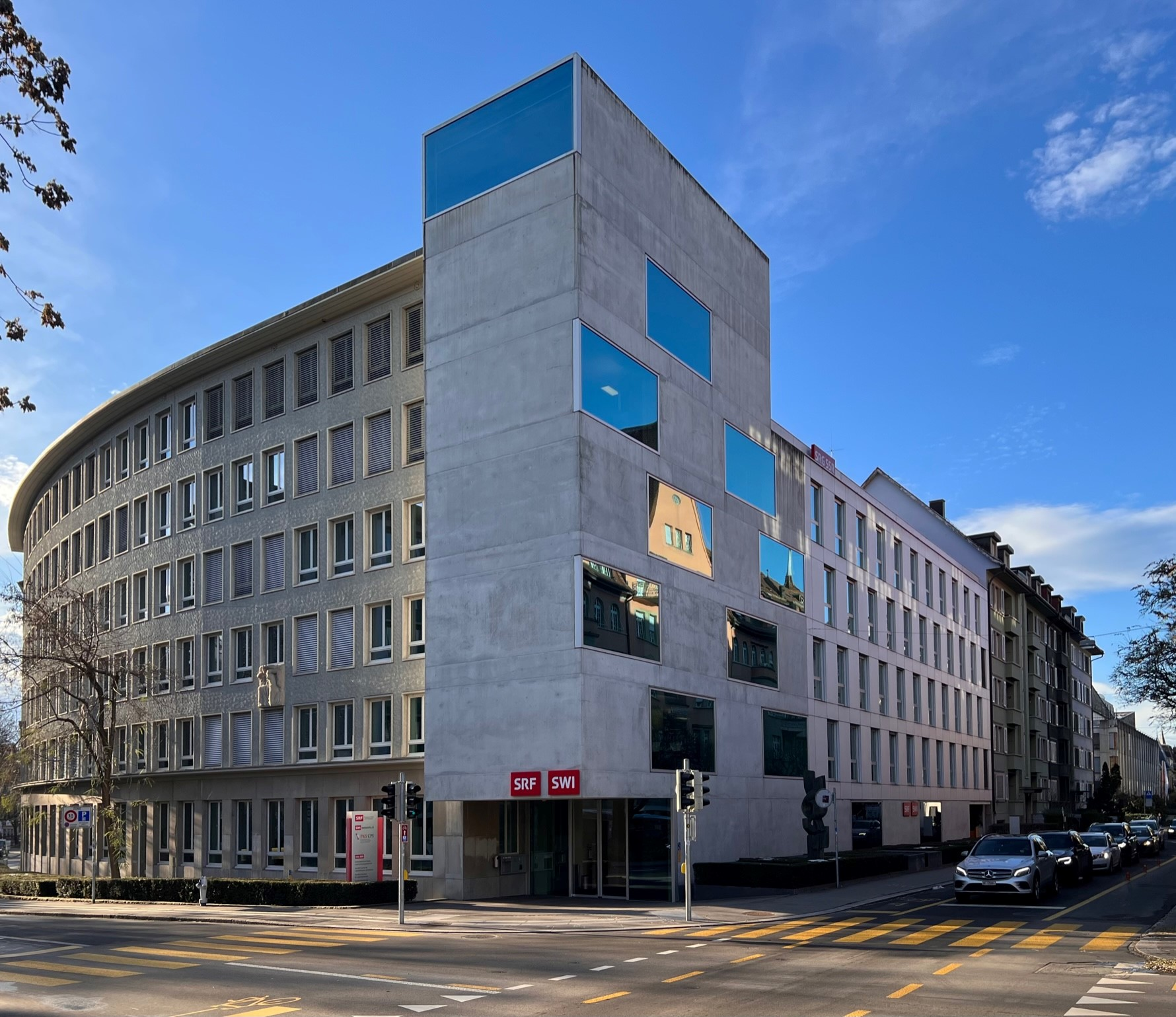
瑞士资讯伯尔尼新总部

瑞士资讯SWI swissinfo.ch成立于1999年，是瑞士广播电视集团的线上国际服务平台。其前身是自1935年起就开始提供短波新闻服务的瑞士国际广播电台。二战期间，瑞士国际广播电台几乎是20万海外瑞士人与祖国联系的唯一纽带。战时的短波节目充分展示了瑞士中立、民主的立场。如今瑞士资讯SWI swissinfo.ch是一家通过10种语言向全球传播的纯网络平台。公司总部设于瑞士首都伯尔尼。

## 目标受众
旅居国外的海外瑞士人。
对瑞士感兴趣的国际读者。

## 服务
瑞士资讯SWI swissinfo.ch特别关注直接民主、瑞士的外交、前沿科技、跨国企业和与日内瓦相关的国际组织动态等主题。瑞士资提供瑞士视角，全面报道与瑞士有关的事实与社会讨论，让侨居海外的瑞士人了解瑞士及瑞士国内的各种观点。
瑞士资讯SWI swissinfo.ch报导重大国际事件和针对这些事件的专家分析。对于不同国家和语言区的受众瑞士资讯SWI swissinfo.ch的多语种编辑部会针对受众的语言习惯及文化环境对内容而进行准确的翻译和相应的改编。
瑞士资讯SWI swissinfo.ch从2017年开始面向台湾和香港以中文繁体发布报道。2019年和台湾和香港新闻媒体合作，进行记者奖学金企划，邀请《报导者》、《天下杂志》、《立场新闻》记者到瑞士进行交流采访。2019年，瑞士资讯SWI swissinfo.ch参与主办台中的全球直接民主论坛，同时也派遣记者到台湾参与报道和采访居住在台湾的海外瑞士人。2023年瑞士资讯SWI swissinfo.ch与台湾《关键评论网》, 风传媒，及《上下游新闻市集》等媒体开始内容合作转载。
瑞士资讯SWI swissinfo.ch发布的所有报道和内容必须在《联邦广播电视法案》(RTVG)与瑞士广播电视集团特许共同约定的工作目标责任书的框架下。它是瑞士4个面向海外的新闻及电视媒体之一，其报道要体现观点的多样性和文化的多元性，需秉持独立，摈弃政治及经济利益的影响。瑞士资讯SWI swissinfo.ch资金一半来自瑞士居民广播电视收听收视费(媒体税)，一半来自瑞士联邦外交部海外侨民专向资金。

## 网站链接
- 瑞士资讯SWI swissinfo.ch中文网页 （页面存档备份，存于）
- 瑞士资讯繁体中文 （页面存档备份，存于）
- 瑞士资讯的X（前Twitter）
- 瑞士资讯的Facebook專頁
- 瑞士资讯YouTube频道 （页面存档备份，存于）